# Thomas Gerull
Thomas Gerull (* 2. Januar 1962 in Itzehoe) ist ein ehemaliger deutscher Fechter, der deutscher Meister wurde und 1988 für die Bundesrepublik Deutschland eine olympische Silbermedaille mit der Degen-Mannschaft gewann.

## Karriere
1981 wechselte Gerull von Itzehoe zum FC Tauberbischofsheim. Bei den Fechtweltmeisterschaften 1985 in Barcelona gehörte Gerull zur deutschen Equipe und gewann zusammen mit Alexander Pusch, Achim Bellmann, Volker Fischer und Arnd Schmitt den Weltmeistertitel. 1986 in Sofia verteidigten Pusch, Fischer, Schmitt und Elmar Borrmann den Weltmeistertitel; Gerull war als Ersatzmann dabei. Bei den Fechtweltmeisterschaften 1987 unterlag die deutsche Equipe mit Pusch, Fischer, Schmitt, Borrmann und Gerull im Finale der Mannschaft aus der Sowjetunion.
Schmitt, Pusch und Gerull waren bei den Olympischen Spielen 1988 in Seoul die drei deutschen Einzelstarter im Degenwettbewerb; während Schmitt Olympiasieger wurde, schied Gerull recht früh aus und belegte in der Endabrechnung den 23. Platz. Im Mannschaftswettbewerb gewann Gerull in der Vorrunde gegen Brasilien, im Viertelfinale gegen Südkorea und beim 8:7 im Halbfinale gegen Italien jeweils drei Gefechte. Bei der 8:3-Finalniederlage gegen Frankreich gewann Gerull gegen Philippe Riboud und erfocht gegen Éric Srecki ein Unentschieden. Die deutsche Mannschaft Borrmann, Fischer, Gerull, Pusch und Schmitt erhielt die Silbermedaille und wurde dafür mit dem Silbernen Lorbeerblatt ausgezeichnet.  
Bei den Fechtweltmeisterschaften 1989 in Denver trat die deutsche Mannschaft in veränderter Besetzung an. Gerull als amtierender Deutscher Degenmeister und Elmar Borrmann wurden begleitet von Robert Felisiak, Stefan Hörger und Günter Jauch. Die neue Mannschaft kämpfte sich bis ins Finale vor und unterlag dort den italienischen Fechtern. Ein Jahr später gelang Gerull bei den Weltmeisterschaften in Lyon der größte Erfolg seiner Laufbahn, gegen den Italiener Angelo Mazzoni gewann er im Finale den Einzel-Titel.
Das Landgericht Würzburg verurteilte Thomas Gerull im Jahre 2016 zu 8 Jahren Gefängnis wegen gemeinschaftlichen Betruges (Anlegerbetrug).